# Hannes Trinkl
Hannes Trinkl (Windischgarsten, 1. veljače 1968.) je bivši austrijski alpski skijaš. Ima šest pobjeda u Svjetskom kupu (1 u super-veleslalomu i 5 u spustu). Vlasnik je olimpijske bronce u spustu s Igara u Naganu 1998., te zlatne medalje u spustu sa svjetskog prvenstva u St. Antonu 2001. godine. Svoju karijeru okončao je 2004. godine.

## Pobjede u Svjetskom kupu
| Datum              | Skijalište      | Disciplina |
| ------------------ | --------------- | ---------- |
| 22. prosinca 1993. | Lech am Arlberg | Super G    |
| 29. prosinca 1993. | Bormio          | Spust      |
| 4. ožujka 1994.    | Aspen           | Spust      |
| 4. prosinca 1999.  | Lake Louise     | Spust      |
| 15. ožujka 2000.   | Bormio          | Spust      |
| 2. ožujka 2002.    | Kvitfjell       | Spust      |

## Vanjske poveznice
- Web stranica Hannesa Trinklea